# Edelbert Dinha
Edelbert Dinha (ur. 14 marca 1974 w Harare) – zimbabwejski piłkarz grający na pozycji pomocnika.

## Kariera klubowa
Karierę piłkarską Dinha rozpoczął w klubie Darryn Textiles FC. W jego barwach zadebiutował w 1992 roku w zimbabwejskiej Premier League. W klubie tym występował do końca 1993 roku i na początku 1994 roku odszedł do CAPS United Harare. Jesienią 1994 roku przeszedł do Sokoła Pniewy. W polskiej ekstraklasie zadebiutował 28 lipca 1996 w wygranym 3:2 domowym spotkaniu z Górnikiem Zabrze. W barwach Sokoła przez rok rozegrał 5 spotkań.
W 1996 roku Dinha wrócił do CAPS United Harare. W tamtym roku wywalczył z nim mistrzostwo Zimbabwe i Puchar Niepodległości Zimbabwe. Rok 1997 rozpoczął jako gracz tureckiego Petrolofisi SK z Ankary. Następnie wrócił do CAPS United i w 1997 roku zdobył Puchar Zimbabwe i Puchar Niepodległości.
Na początku 1999 roku Dinha trafił do południowoafrykańskiego Seven Stars z Kapsztadu. Latem klub połączył się z innymi z tego miasta tworząc Ajax Kapsztad i Zimbabwejczyk został piłkarzem nowego zespołu. W 2002 roku odszedł do Orlando Pirates z Johannesburga. W 2003 roku został mistrzem kraju, a w latach 2005 i 2006 wywalczył wicemistrzostwo Premier Soccer League. W sezonie 2006/2007 grał w FC AK Roodeport, a w latach 2007-2009 w drużynie Mpumalanga Black Aces.
| Sezon   | Klub                  | Kraj              | Rozgrywki      | Mecze | Bramki |
| ------- | --------------------- | ----------------- | -------------- | ----- | ------ |
| 1992    | Darryn Textiles FC    | Zimbabwe          | Premier League | 26    | 13     |
| 1993    | Darryn Textiles FC    | Zimbabwe          | Premier League | 24    | 8      |
| 1994    | CAPS United Harare    | Zimbabwe          | Premier League | 29    | 1      |
| 1994/95 | Sokół Pniewy          | Polska            | I. liga        | 2     | 0      |
| 1995/96 | Sokół Tychy           | Polska            | I. liga        | 3     | 0      |
| 1996    | CAPS United Harare    | Zimbabwe          | Premier League | 31    | 4      |
| 1996/97 | Petrolofisi SK        | Turcja            | 1. Lig         | ?     | ?      |
| 1997    | CAPS United Harare    | Zimbabwe          | Premier League | 28    | 7      |
| 1998    | CAPS United Harare    | Zimbabwe          | Premier League | 37    | 0      |
| 1998/99 | Seven Stars           | Południowa Afryka | Premier League | 33    | 1      |
| 1999/00 | Ajax Kapsztad         | Południowa Afryka | Premier League | 26    | 1      |
| 2000/01 | Ajax Kapsztad         | Południowa Afryka | Premier League | 31    | 2      |
| 2001/02 | Ajax Kapsztad         | Południowa Afryka | Premier League | 40    | 4      |
| 2002/03 | Orlando Pirates       | Południowa Afryka | Premier League | 6     | 0      |
| 2003/04 | Orlando Pirates       | Południowa Afryka | Premier League | 19    | 1      |
| 2004/05 | Orlando Pirates       | Południowa Afryka | Premier League | 21    | 2      |
| 2005/06 | Orlando Pirates       | Południowa Afryka | Premier League | 7     | 0      |
| 2006/07 | FC AK Roodeport       | Południowa Afryka | Mvela League   | 17    | 3      |
| 2007/08 | Mpumalanga Black Aces | Południowa Afryka | Mvela League   | ?     | ?      |
| 2008/09 | Mpumalanga Black Aces | Południowa Afryka | Mvela League   | ?     | ?      |

## Kariera reprezentacyjna
W reprezentacji Zimbabwe Dinha zadebiutował w 1997 roku. W 2006 roku był podstawowym zawodnikiem Zimbabwe w Pucharze Narodów Afryki 2006 i zagrał tam w 3 meczach: z Senegalem (0:2), z Nigerią (0:2) i z Ghaną (2:1).